# Liste der Monuments historiques in Faverolles (Haute-Marne)
Die Liste der Monuments historiques in Faverolles führt die Monuments historiques in der französischen Gemeinde Faverolles auf.

## Liste der Immobilien
| Bezeichnung                                | Beschreibung                                                                    | Standort                  | Kennzeichnung | Schutzstatus | Datum | Bild           |
| ------------------------------------------ | ------------------------------------------------------------------------------- | ------------------------- | ------------- | ------------ | ----- | -------------- |
| Mausoleum mit Römerstraße und Quellfassung | augustäisches Mausoleum neben einem Abschnitt einer untergeordneten Römerstraße | nördlich des Ortes (Lage) | PA00079299    | Inscrit      | 1990  | weitere Bilder |

## Liste der Objekte
| Bezeichnung                         | Beschreibung                                       | Standort                        | Kennzeichnung | Schutzstatus | Datum | Bild |
| ----------------------------------- | -------------------------------------------------- | ------------------------------- | ------------- | ------------ | ----- | ---- |
| Skulpturengruppe Mariä Verkündigung | Stein, farbig gefasst, Anfang des 16. Jahrhunderts | in der Kirche St-Germain (Lage) | PM52000447    | Classé       | 1965  |      |
| Hauptaltar                          | Retabel; Stein, 17. Jahrhundert                    | in der Kirche St-Germain (Lage) | PM52000446    | Classé       | 1965  |      |